# پیام‌آوران (مجموعه تلویزیونی)
پیام آوران (به انگلیسی: The Messengers) یک مجموعه تلویزیونی آمریکایی در سبک رازآلود-درام ساخته شده است و از شبکه سی‌دابلیو پخش می‌شود. پخش فصل اول مجموعه از ۱۷ آوریل ۲۰۱۵ آغاز شده است.

## خلاصه داستان
یک جسم نامشخص و رازآلود با زمین برخورد می‌کند و گروهی از افراد غریبه که همدیگر را نمی‌شناسند، از برخورد این جسم با زمین و انرژی ای که آزاد می‌کند، می‌میرند؛ ولی آنها مجدد زنده می‌شوند و متوجه می‌شوند که مسئول متوقف شدن اتفاقات آخر الزمان و جلوگیری از برپایی قیامت هستند...